# Полугаєвський Лев Абрамович
Лев Абрамович Полугаєвський (рос. Лев Абрамович Полугаевский, 20 листопада 1934, Могильов, Білоруська РСР — 30 серпня 1995, Париж, Франція) — радянський шахіст, міжнародний гросмейстер (1962). Один із найсильніших шахістів світу 1960—1970-х років. Чемпіон Радянського Союзу 1967 і 1969 років. 6-разовий переможець шахових олімпіад у складі збірної СРСР. Заслужений майстер спорту СРСР (1969).
Учасник матчів претендентів 1974 (чвертьфінал), 1977 (півфінал), і 1980 (півфінал). Учасник матчів СРСР — збірна світу 1970 року (4-а шахівниця) і 1984 року (3-я шахівниця).